# Шорская письменность
Шорская письменность — письменность шорского языка. За время своего существования несколько раз меняла свою графическую основу и неоднократно реформировалась. В настоящее время шорская письменность функционирует на кириллице. В истории шорской письменности выделяется 3 этапа:
- до 1929 года — письменность на основе кириллицы
- 1929—1938 — письменность на основе латиницы
- с 1938 — современная письменность на основе кириллицы

## Миссионерский алфавит
Возникновение шорской письменности связано с деятельностью Алтайской духовной миссии, действовавшей с 1828 года в Южной Сибири. Однако долгое время шорский язык оставался вне внимания миссионеров. Так, в «Грамматике алтайского языка», выпущенной членами миссии в 1869 году, указывалось, что «шорское наречие осталось несколько в тени, или по крайне мере, не подверглась, равномерно с алтайско-телеутским, изучению и употреблению миссионеров». Начало изучения шорского языка было положено В. В. Радловым в труде «Образцы народной литературы тюркских племён, живущих в Южной Сибири и Дзюнгарской степи», вышедшем в 1866 году. В этой книге среди прочих содержались и шорские тексты.
В 1883 году силами Алтайской духовной миссии была издана первая книга на шорском языке — «Священная история». На следующий год за ней последовала книга «Указание пути в царствие небесное», а ещё через год, в 1885, в Казани вышел «Шорский букварь для инородцев восточной половины Кузнецкого округа» (Шор кіжілері балаларын мічіке [= пічіке] ӳргетче). Приведённый в букваре алфавит содержал буквы А а, О о, У у, Ы ы, Е е, Ӱ ӱ, Ӧ ӧ, І і, Л л, Р р, С с, З з, Ш ш, Ж ж, Ч ч, М м, Ҥ ҥ, Н н, К к, Г г, П п, Б б, Т т, Д д, Ј ј, Й й. Однако в тексте издания также используются буквы Э э и Я я для шорских слов и В в, И и, Х х, Ц ц, ъ, ь, Ю ю, Ѳ ѳ, Ѵ ѵ для заимствований из русского языка, записанных в форме оригинала. Этот алфавит не оставил заметного следа в истории шорской письменности.
Несмотря на несколько миссионерских изданий большинство шорцев были неграмотными на родном языке. Поэтому считается, что настоящая национальная шорская письменность возникла в 1927 году, когда Ф. К. Тельгерековым был издан букварь «Карашкыдаҥ шыгар. Шорлардыҥ паштапкы ӱргэнчеҥ буквары». Этот букварь содержал все буквы русского алфавита кроме ё и ъ, а также дополнительные буквы Ҥ ҥ, Ӧ ӧ, Ӱ ӱ. На этом алфавите началось обучение в школах, издание литературы и газеты «Кызыл Шор».

## Латинский алфавит
В 1920-е годы в СССР активно шёл процесс латинизации письменностей. В 1929 году был утверждён шорский латинизированный алфавит. Он имел следующий вид:
| A a | B в | C c | D d | Ə ə | F f | G g | Ƣ ƣ | I i | J j |
| K k | Q q | M m | N n | Ꞑ ꞑ | O o | Ө ө | P p | R r | S s |
| T t | U u | V v | Ş ş | Z z | Ƶ ƶ | L l | Ь ь | Y y | Į į |

В 1930 году на этом алфавите был издан букварь «Naa col». В конце 1932 года из алфавита был исключён знак Į į, а в 1935 году знак Ə ə был заменён на E e. Также предполагалось исключить из алфавита буквы Ƣ ƣ и Q q. В таком виде шорский алфавит просуществовал до 1938 года.
Исследователи шорского языка отмечают, что перевод шорской письменности на латинский алфавит был необоснован и затруднял культурное развитие шорского народа.

## Современный алфавит
В 1938 году шорский алфавит, как и алфавиты многих других народов СССР, был переведён на кириллическую основу. Он содержал все русские буквы кроме Ё ё, а также дополнительные знаки Ӧ ӧ, Ӱ ӱ и Нъ нъ. На этом алфавите шло обучение в школах и осуществлялось книгоиздание.
Однако в 1940 году преподавание шорского языка в школах было прекращено — его место занял русский язык. Одновременно прекратилось и книгоиздание на шорском языке. С этого времени шорская письменность функционировала только в частной переписке. Возрождение шорской письменности началось в 1988 году. Был разработан новый вариант шорского кириллического алфавита (автор — Э. Ф. Чиспияков), на котором началось книгоиздание и обучение в школах. По сравнению с предыдущей версией в алфавит были введены буквы Ғ ғ, Ё ё, Қ қ, а диграф Нъ нъ заменён на Ң ң. Этот алфавит функционирует по настоящее время.
Современный шорский алфавит:
| А а | Б б | В в | Г г | Ғ ғ | Д д | Е е | Ё ё | Ж ж | З з |
| И и | Й й | К к | Қ қ | Л л | М м | Н н | Ң ң | О о | Ӧ ӧ |
| П п | Р р | С с | Т т | У у | Ӱ ӱ | Ф ф | Х х | Ц ц | Ч ч |
| Ш ш | Щ щ | Ъ ъ | Ы ы | Ь ь | Э э | Ю ю | Я я |     |     |

- В ранних версиях алфавита есть также буква Ӓ ӓ, но позднее она была исключена[6].

## Сравнительная таблица шорских алфавитов
| Таблица алфавитов | Таблица алфавитов   | Таблица алфавитов  | Таблица алфавитов   | Таблица алфавитов   |
| Кириллица 1885    | Кириллица 1927—1930 | Латиница 1929—1938 | Кириллица 1938—1940 | Современный алфавит |
| ----------------- | ------------------- | ------------------ | ------------------- | ------------------- |
| А а               | A a                 | A a                | А а                 | А а                 |
| Б б               | Б б                 | B в                | Б б                 | Б б                 |
| В в               | В в                 | V v                | В в                 | В в                 |
| Г г               | Г г                 | G g                | Г г                 | Г г                 |
| Г г               | Г г                 | Ƣ ƣ                | Г г                 | Ғ ғ                 |
| Д д               | Д д                 | D d                | Д д                 | Д д                 |
| Е е               | Е е                 |                    | Е е                 | Е е                 |
|                   |                     |                    |                     | Ё ё                 |
| Ж ж               | Ж ж                 | Ƶ ƶ                | Ж ж                 | Ж ж                 |
| З з               | З з                 | Z z                | З з                 | З з                 |
| И и, I i, Ѵ ѵ     | И и                 | I i, Į į           | И и                 | И и                 |
| Й й               | Й й                 | J j                | Й й                 | Й й                 |
| К к               | К к                 | K k                | К к                 | К к                 |
| К к               | К к                 | Q q                | К к                 | Қ қ                 |
| Л л               | Л л                 | L l                | Л л                 | Л л                 |
| М м               | М м                 | M m                | М м                 | М м                 |
| Н н               | Н н                 | N n                | Н н                 | Н н                 |
| Ҥ ҥ               | Ҥ ҥ                 | Ꞑ ꞑ                | Нъ нъ               | Ң ң                 |
| О о               | О о                 | О о                | О о                 | О о                 |
| Ӧ ӧ               | Ө ө                 | Ө ө                | Ӧ ӧ                 | Ӧ ӧ                 |
| П п               | П п                 | P p                | П п                 | П п                 |
| Р р               | Р р                 | R r                | Р р                 | Р р                 |
| С с               | С с                 | S s                | C c                 | C c                 |
| Т т               | Т т                 | T t                | Т т                 | Т т                 |
| У у               | У у                 | U u                | У у                 | У у                 |
| Ӱ ӱ               | Ӱ ӱ                 | Y y                | Ӱ ӱ                 | Ӱ ӱ                 |
| Ѳ ѳ               | Ф ф                 | F f                | Ф ф                 | Ф ф                 |
| Х х               | Х х                 |                    | Х х                 | Х х                 |
| Ц ц               | Ц ц                 |                    | Ц ц                 | Ц ц                 |
| Ч ч, J j          | Ч ч                 | C c                | Ч ч                 | Ч ч                 |
| Ш ш               | Ш ш                 | Ş ş                | Ш ш                 | Ш ш                 |
|                   | Щ щ                 |                    | Щ щ                 | Щ щ                 |
| ъ                 |                     |                    | ъ                   | ъ                   |
| Ы ы               | Ы ы                 | Ь ь                | Ы ы                 | Ы ы                 |
| ь                 | ь                   |                    | ь                   | ь                   |
| Э э               | Э э                 | Ə ə, Е е           | Э э                 | Э э                 |
| Ю ю               | Ю ю                 |                    | Ю ю                 | Ю ю                 |
| Я я               | Я я                 |                    | Я я                 | Я я                 |